# Call of Duty 3
A Call of Duty 3 belső nézetű lövöldözős videójáték, a 2005-ben kiadott Call of Duty 2 folytatása, a Call of Duty sorozat harmadik része. Ez az első olyan Call of Duty rész, amit nem az Infinity Ward, hanem a Treyarch fejlesztett, de ugyanúgy az Activision adta ki. 2006. november 7-én jelent meg Xbox-ra és Playstation 2-re Észak-Amerikában, november 10-én Európában és november 22-én Ausztráliában. Jelenleg ez az egyetlen Call of Duty rész, amit PC-re nem adtak ki, kizárólag konzolokra.
A játék a második világháború idején játszódik. Az egyjátékos módot négy részre lehet osztani: az amerikai hadjáratra, a lengyel hadjáratra, a kanadai hadjáratra és az angol/francia hadjáratra. Összesen tizennégy egyjátékos módú küldetés közül lehet választani.

## Fordítás
Ez a szócikk részben vagy egészben a Call of Duty 3 című angol Wikipédia-szócikk ezen változatának fordításán alapul.  Az eredeti cikk szerkesztőit annak laptörténete sorolja fel. Ez a jelzés csupán a megfogalmazás eredetét és a szerzői jogokat jelzi, nem szolgál a cikkben szereplő információk forrásmegjelöléseként.